# James Gleason

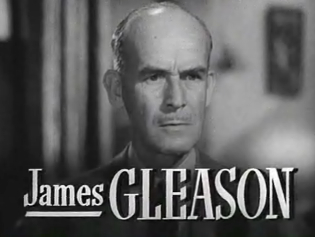
James Gleason i en filmtrailer.

James Gleason, född 23 maj 1882 i New York, död 12 april 1959 i Woodland Hills, Kalifornien, var en amerikansk skådespelare och manusförfattare. Gleason medverkade i över 140 filmer. Han har för sina filminsatser tilldelats en stjärna på Hollywood Walk of Fame vid adressen 7038 Hollywood Blvd.

## Filmografi i urval
- 1932 – Hårda viljor
- 1936 – Fru Sherlock Holmes
- 1941 – Min ande på villovägar
- 1941 – Vi behöver varann
- 1941 – Vi på Broadway
- 1941 – Affectionately Yours
- 1942 – Vackra Sally
- 1943 – Rivalerna
- 1943 – Hjältar dö aldrig
- 1944 – Arsenik och gamla spetsar
- 1945 – Det växte ett träd i Brooklyn
- 1946 – Högt spel
- 1947 – Dansens gudinna
- 1947 – Ängel på prov
- 1950 – Broadway Bill
- 1950 – Styv i korken
- 1952 – Vi är inte gifta!
- 1955 – Trasdockan
- 1957 – Ung man med gitarr
- 1958 – Det sista hurraropet